# Астрономія в Ісландії
Астрономія в Ісландії, не зважаючи на невелику чисельність населення, є досить розвиненою, включає розвинену астрономічну освіту, популяризацію астрономії, участь в сучасних наукових дослідженнях і має давню історію. Незважаючи на довгі полярні ночі, спостережна астрономія в Ісландії менш розвинена — бо якісним професійним спостереженням заважають полярні сяйва.

## Історія
Давня історія ісландської астрономії містить свій власний давньоісландський календар (364-денний, з додатковими тижнями у перних роках). Ісландський селянин Одді Гельґасон, званий Зоряним Одді, самостійно спостерігав небо і написав трактат про рух сонця небом.
1772 року була створена посада королівського астронома в Ісландії.

## Сучасність
Найбільшим в країні осередком астрономічних досліджень є Університет Ісландії, зокрема Центр астрофізики та космології (англ. Centre for Astrophysics and Cosmology, CAC) у його складі. В 1980-ті—1990-ті роки основними темами досліджень цієї астрономічної групи були нейтронні зорі та акреційні диски. Коли 1997 року Ісландія стала одним з учасників Північного оптичного телескопа, головною темою досліджень стало гравітаційне лінзування. Зараз Центр астрофізики та космології найактивніше досліджує гамма-спалахи, космічні промені та темну матерію. Університет Ісландії пропонує бакалаврат, магістратуру та аспірантуру з астрофізики.
Єдиною асоціацією любителів астрономії в Ісландії є Товариство любителів астрономії Сельтйарнарнесс (ісл. Stjörnuskoðunarfélag Seltjarnarness), що налічує понад 100 членів. Його штаб-квартира знаходиться у школі Вальгюса в Селтьярнарнесі, де розташований його головний телескоп типу діаметром 46 см — найбільший телескоп у країні.
Ісландське астрономічне товариство (ісл. Stjarnvísindafélag Íslands, англ. The Icelandic Astronomical Society) є організацією професійних астрономів, що налічує понад 40 членів і ставить собі за мету сприяння астрономічним дослідженням, розвиток астрономічного просвітництва та астрономічної шкільної освіти, організацію конференцій та зміцнення міжнародного співробітництва. Товариство було засноване 2 грудня 1988 року. Воно проводить щорічні загальні збори, на яких приймаються найважливіші рішення про діяльність товариства.
Отель Рангау (ісл. Hotel Rangá) в 90 км на південний схід від Рейк'явика має власну приватну любительську обсерваторію для своїх клієнтів, яка містить кілька телескопів, в тому числі 35-сантиметровий телескоп Celestron. Ісландськомовний сайт «Астрономічна мережа» (ісл. Stjörnufræðivefurinn) публікує новини астрономії та космонавтики, корисну інформацію для любителів астрономії, і також статті з поясненням класичних астрономічних тем.
Ісландський університетський альманах (ісл. Almanak Háskóla Íslands) видається безперервно з 1837 року та містить інформацію про календар, припливи, рух небесних тіл, видимі з Ісландії небесні явища і т. д.